# Floyd Council
Floyd Council (Chapel Hill, 2 settembre 1911 – Sanford, 9 maggio 1976) è stato un cantante statunitense di genere blues.
Nacque a Chapel Hill nella Carolina del Nord da Harrie e Lizzie Council. Avviò la sua carriera musicale nelle strade di Chapel Hill negli anni venti con i suoi due fratelli, Leo e Thomas.
Secondo un'intervista del 1969, Council avrebbe registrato ventisette canzoni durante la sua carriera, sette delle quali insieme a Blind Boy Fuller.
Negli anni sessanta Council subì un colpo apoplettico che gli paralizzò parzialmente i muscoli della gola e che rallentò vistosamente le sue capacità motorie.
Traslocò a Sanford, dove morì di infarto nel 1976.

## Discografia
Non sono disponibili suoi lavori solisti, ma nell'album Carolina Blues sono presenti sei sue canzoni. Inoltre, nella discografia di Blind Boy Fuller, alcuni lavori vedono presente Floyd Council alla chitarra.

## Pink "Floyd"
Syd Barrett ha ricavato il nome Pink Floyd unendo i nomi dei suoi bluesmen preferiti, Pink Anderson e Floyd Council.